# 北野駅 (京都府)
北野駅（きたのえき）は、かつて京都府京都市上京区東竪町にあった京福電気鉄道北野線の停留場（廃駅）である。

## 歴史
京都電燈が経営する嵐山電鉄の北野線開業に伴い、起点として開設された。その後、今出川通の拡張に伴い京都市電今出川線が北野紙屋川町から北野白梅町まで延伸されることになったため、北野線は当停留場 - 白梅町（現・北野白梅町駅）間を市電へ譲る形で廃止されることになった。
当駅廃止後は北野白梅町駅が北野線の起点となっている。

### 年表
- 1925年（大正14年）11月3日：京都電燈が経営する嵐山電鉄北野線の当停留場 - 高雄口（現在の宇多野駅）間開業に伴い開設[1][2]。
- 1942年（昭和17年）3月2日：譲渡により京福電気鉄道北野線の停留場となる[2]。
- 1958年（昭和33年）
  - 7月：当駅 - 白梅町（現在の北野白梅町駅）間が休止[2]。
  - 9月16日：当駅 - 白梅町間の廃止に伴い廃止[1][2]。

## 停留場構造
櫛形ホーム2面3線の地上駅であり、駅舎は木造の簡易なものであった。

## 停留場周辺
北野天満宮の南側あたりに位置していた。
- 西雲寺
- 高津古文化会館
- 京都府上京警察署

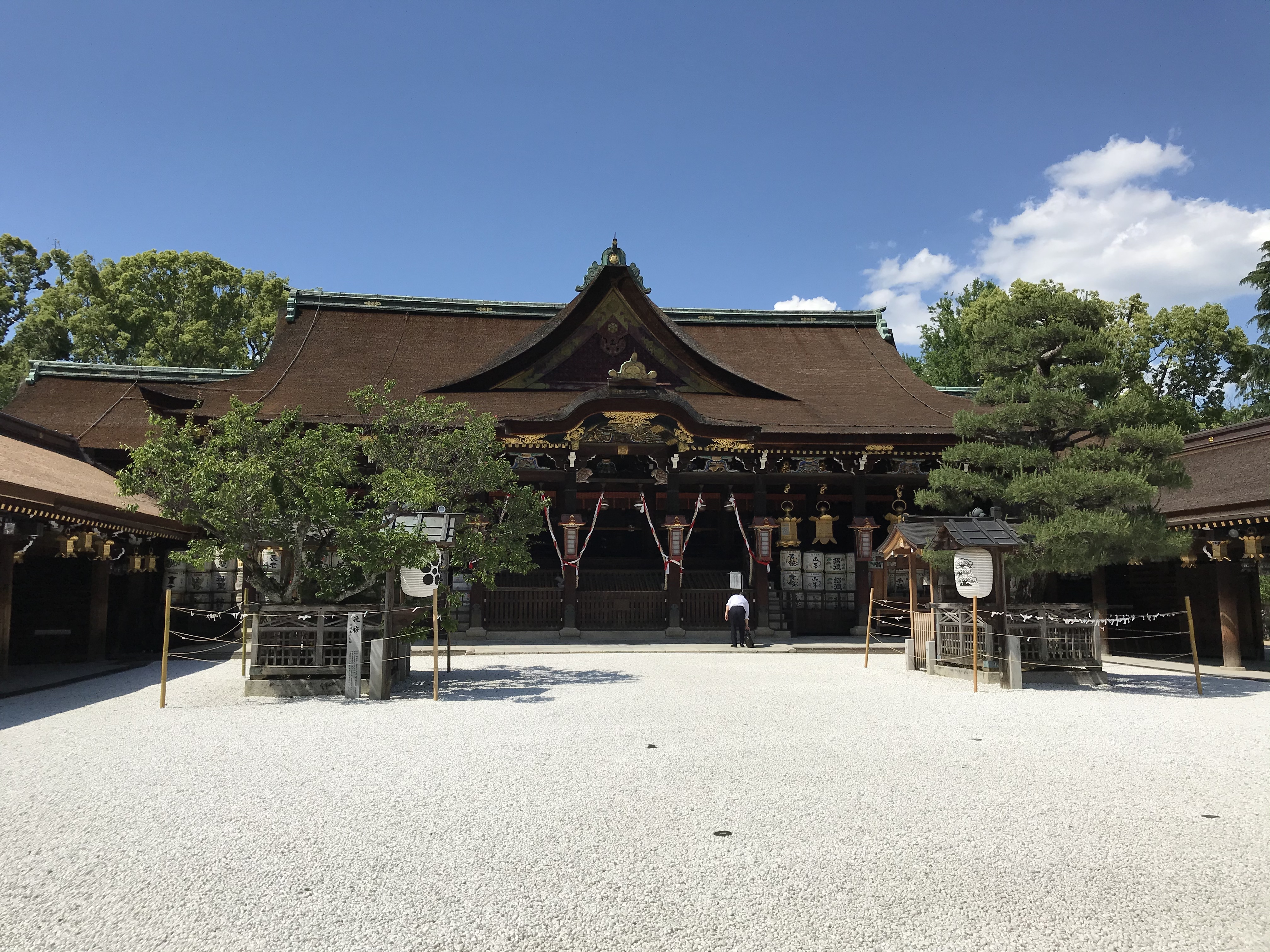
北野天満宮

- 京都府道101号銀閣寺宇多野線（今出川通）
- 御前通
- 天神通
- 一条通
- 天神川（紙屋川）

## 廃止後の現状
跡地は京都佛立ミュージアムとなっている。

## 登場作品
三島由紀夫の小説『金閣寺』には、大谷大学学生の主人公が同級生らと北野駅から嵐山に向かう描写がある（作中設定は1947年）。

## 隣の停留場
京福電気鉄道
北野線
北野駅 - 白梅町駅（現・北野白梅町駅）